# Franciskus Van Daele

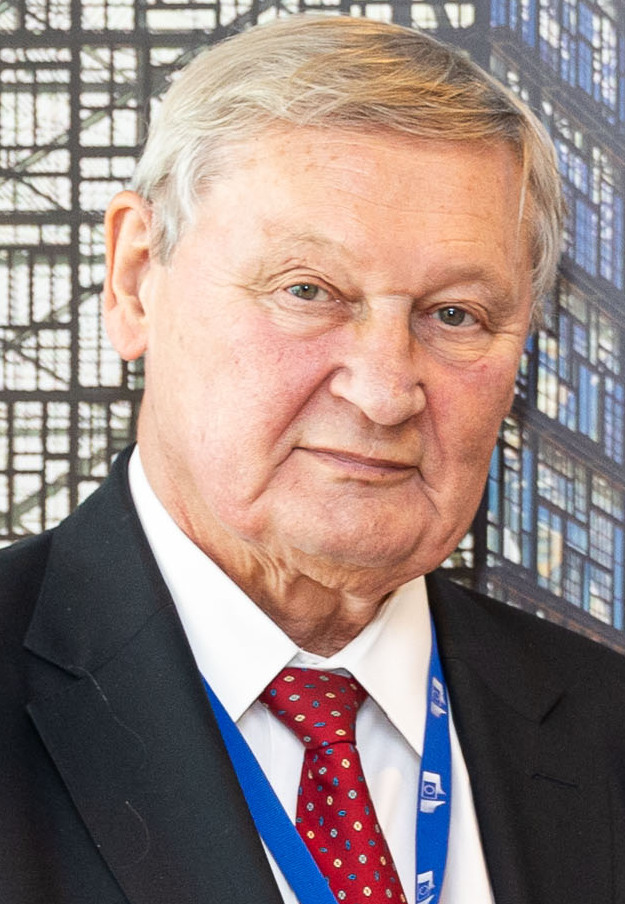
Frans van Daele (2023)

Franciskus „Frans“ Van Daele (* 24. Oktober 1947 in Oostburg) ist ein belgische Diplomat im Ruhestand. Er war unter anderem Ständiger Vertreter des Landes bei der EU und der NATO. Von 2009 bis 2013 leitete er das Kabinett Herman Van Rompuys seit dessen Ernennung zum ersten ständigen Präsidenten des Europäischen Rates. Von 2013 bis 2017 war er Kabinettschef des Königs der Belgier. Zuletzt war Van Daele von 2022 bis 2024 EU-Sonderbeauftragter für die Förderung von Religions- und Weltanschauungsfreiheit außerhalb der Europäischen Union.

## Leben

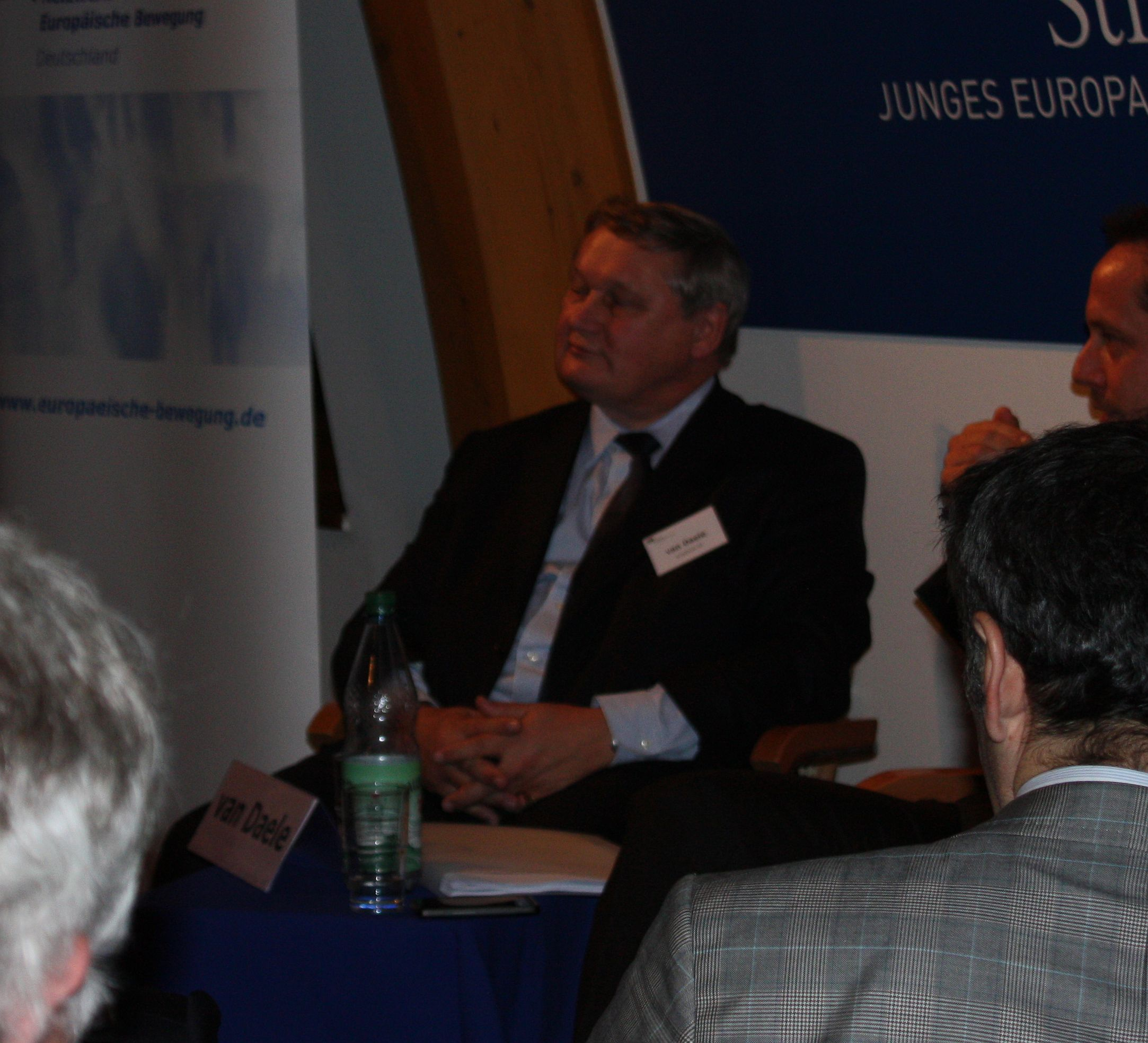
Van Daele bei einem Hintergrundgespräch bei der Europäischen Bewegung Deutschland in Berlin, Oktober 2010

Franciskus Van Daele wurde im Jahre 1947 in den Niederlanden geboren. Er studierte Klassische Philologie und Kunstgeschichte an der Katholischen Universität Löwen in Belgien und schloss seine Studien mit dem Magister ab. 1971 trat er ins diplomatische Corps ein. 1997 bis 2002 wurde er zum Ständigen Vertreter Belgiens bei der EU ernannt. Seine analytischen Verhandlungsfähigkeiten wurden während der europäischen finanziellen und institutionellen Verhandlungen 1999 und 2000 sowie während der belgischen Ratspräsidentschaft offensichtlich. 2006 wurde er Ständiger Vertreter Belgiens bei der NATO. Von 2009 bis 2012 leitete Van Daele das Kabinett des ersten Präsidenten des Europäischen Rates, Herman Van Rompuy. Als Kabinettschef und Chefstratege kannte Van Daele die mit dem Vertrag von Lissabon neu geschaffenen EU-Organe ausgesprochen gut.
Als Chefstratege des Präsidenten des Europäischen Rates beschrieb Van Daele seine Arbeit wie folgt: „Manche verstehen den uns betreffenden Artikel als reine Repräsentationsfunktion. Für uns steht im Vertrag aber deutlich mehr als nur Händeschütteln.“
2013 wurde er vom neuen König der Belgier Philippe zu seinem Kabinettschef ernannt. Dieses Amt übte er bis 2017 aus.
Franciskus Van Daele ist mit Chris Deroover verheiratet, mit der er drei erwachsene Kinder hat. 2006 wurde Van Daele geadelt.
Am 7. Dezember 2022 gab der EU-Justizkommissar Didier Reynders bekannt, dass van Daele als Nachfolger des Zyprioten Christos Stylianides zum Sonderbeauftragten für Religions- und Glaubensfreiheit außerhalb der EU ernannt wurde, der auch mit dem EU-Kommissar für Inneres und Migration kooperiert. Er amtierte bis Dezember 2024.
Van Daele ist assoziiertes Mitglied der Académie royale des Sciences, des Lettres et des Beaux-Arts de Belgique.